# Card Security Code
Il Card Security Code, meglio conosciuto come CVV (Card Verification Value), CVV2 (Card Verification Value 2) o CVC (Card Validation Code) a seconda del circuito di riferimento, è un codice di sicurezza impiegato nelle carte di pagamento per mitigarne i rischi di uso fraudolento. A differenza delle altre informazioni relative al titolare della carta, generalmente stampigliate in rilievo, questo codice è stampato ad inchiostro. Esso non viene quindi ricopiato nella ricevuta di addebito.
Le carte dei circuiti Visa e MasterCard lo riportano nel retro, in tre cifre sulla banda della firma del titolare; le carte emesse da American Express riportano un codice di quattro cifre sul fronte (codice CID o Cart Identification Number).
A partire dal 1º ottobre 2001 i circuiti Visa e MasterCard richiedono il codice per ogni richiesta di autorizzazione all'addebito.
Nonostante il CVV non serva per ricevere accrediti sulla propria carta (quindi la richiesta del codice in una tale situazione deve far sospettare un uso fraudolento di informazioni di sicurezza) ma solo per autorizzare spese e acquisti, è normale che alcuni servizi di e-commerce richiedano il CVV o per registrazione preventiva della carta oppure per autorizzare la caparra.
A differenza del numero della carta il codice di sicurezza cambia ad ogni rinnovo.